# Mimi Sodré
Benjamin de Almeida Sodré (Mecejana, 10 de abril de 1892 — Rio de Janeiro, 1 de fevereiro de 1982) foi um Almirante da Marinha do Brasil, escoteiro e um futebolista brasileiro que ficou conhecido como "Mimi Sodré".
Campeão em 1910 e 1912, pelo Botafogo, sendo em 1912 também o artilheiro do certame (com doze gols), foi o primeiro botafoguense a marcar gol pela Seleção Brasileira de Futebol (em 1916). Também foi o primeiro jogador a obter duas artilharias seguidas no campeonato carioca, sendo artilheiro também do de 1913.
Mimi Sodré destacou-se ainda no Paysandu, integrando simultaneamente como jogador e presidente do clube o primeiro título do "Papão" no campeonato paraense (em 1920).

## Carreira esportiva

### Botafogo

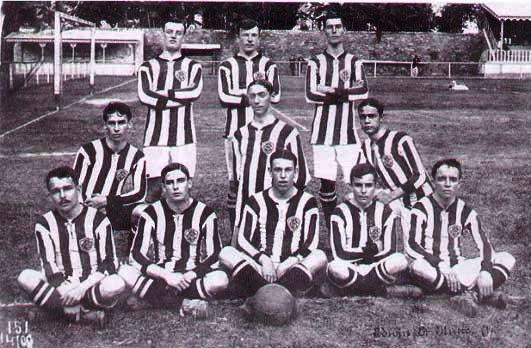
O Botafogo campeão carioca de 1910. Mimi Sodré é o penúltimo no chão, juntamente com seus irmãos Emanuel Sodré (primeiro) e Lauro Sodré Filho (último). O terceiro no chão é Abelardo de Lamare, outro jogador de origem paraense, tal como o primeiro da fileira do meio, Rolando de Lamare.

Era filho de Lauro Sodré e de Teodora de Almeida Sodré. Seu pai foi político e militar, abolicionista e republicano histórico, constituinte em 1891, além de governador do Pará de 1891 a 1897 e de 1917 a 1921; e Senador de 1897 a 1917 e de 1921 a 1930.
Com efeito, Mimi costuma ser dado como natural do Estado do Pará, embora biografia sua escrita por filha dele o registre como nascido em Mecejana, no Ceará. Ainda criança, mudou-se para o Rio de Janeiro. Depois de terminar seus estudos secundários, prestou concurso para admissão na Escola Naval, sendo aprovado em primeiro lugar.
Em paralelo à carreira militar, a partir de 1908 ele começou a praticar futebol no Botafogo; Emanuel de Almeida Sodré, outro filho de Lauro Sodré, havia sido precisamente um dos fundadores do então Botafogo Football Club em 1904. Outro irmão, Lauro Sodré Filho, também integrou o clube naqueles primeiros anos, tendo os três chegado a conviver juntos na temporada alvinegra histórica de 1910.
Em 1910, precisamente, Mimi marcou um dos gols da maior goleada botafoguense no clássico com o Fluminense, o 6-1 pelo campeonato carioca daquele ano, vencido pelo Botafogo - no primeiro título isolado dos alvinegros, cuja única conquista anterior (de 1907) havia sido dividida justamente com o Fluminense. O artilheiro, Abelardo de Lamare, era curiosamente paraense.
Embora a Seleção Brasileira de Futebol só viesse a existir oficialmente em 1914, inclusive com o próprio Abelardo no jogo inaugural, Mimi chegou a representar, junto do irmão Lauro, equipes precursoras - em 1910, inclusive fez o gol de honra de derrota do chamado "combinado brasileiro" para o Corinthian inglês, visto até a Primeira Guerra Mundial como equipe mais forte do mundo, inspirando tanto o Corinthians brasileiro (fundado naquele ano na repercussão da excursão dos britânicos) como o uniforme do Real Madrid.
O Botafogo foi novamente campeão em 1912, dessa vez com o próprio Mimi de artilheiro. Em 1913, ele entrou para a história do clássico com o Flamengo ao marcar o primeiro gol do duelo (o único da partida, em que também esteve seu irmão Lauro), histórico também por inaugurar o estádio de General Severiano. Naquele ano, foi novamente artilheiro do estadual, conseguindo também um hat trick com o qual fez todos os gols de outro clássico com o Fluminense; e sobreviveu ao naufrágio do Rebocador Guarani. Ele e Lauro também tornaram a enfrentar o Corinthian, vencendo-o por 2-1 pela Seleção Carioca.
Em 1914, Mimi ainda marcou outros gols em dois duelos distintos contra o Fluminense. No Botafogo, por sua vez, a relação familiar se estendia a mais um irmão, Teodoro, o "Dorinho", e ao casamento da Orminda Sodré, outra filha de Lauro Sodré, com Eurico Viveiros de Castro, outro dos fundadores do Botafogo.
Em 1916, Mimi veio a jogar propriamente pela Seleção Brasileira, destacando-se pelo fair play de denunciar à arbitragem irregularidade cometida involuntariamente por ele próprio, quando bola resvalou acidentalmente em sua mão quando marcou gol sobre o Uruguai em Montevidéu. A despeito da cavalheira anulação do gol, o Brasil pôde vencer ainda assim, por 1-0, em outro gol dele - no que foi precisamente o primeiro gol de um botafoguense para o Brasil. Dias antes, também contra o Uruguai, participara da primeira Copa América, na edição de 1916.
Ainda em 1916, Mimi, por seus compromissos relacionados à Marinha do Brasil, foi transferido a Belém; só voltou em setembro de 1920 à então capital federal, realizando em 1922 mais algumas partidas pelo Botafogo. Também veio a ser presidente botafoguense, em 1941, e parente de outro, o do biênio 1983-84: Emmanuel Sodré Viveiros de Castro, apelidado de "Maninho", era um dos filhos de Orminda e Eurico, tal como outros frequentadores do clube, a exemplo de Lauro Sodré Viveiros de Castro, Ormindo, campeão do estadual infantil de 1932, e de Eurico Sodré Viveiros de Castro, futebolista do time principal em 1935. Eurico, inclusive, substituiu Leônidas da Silva no jogo histórico que valeu o tetracampeonato estadual seguido, por aquele ano.

### Paysandu

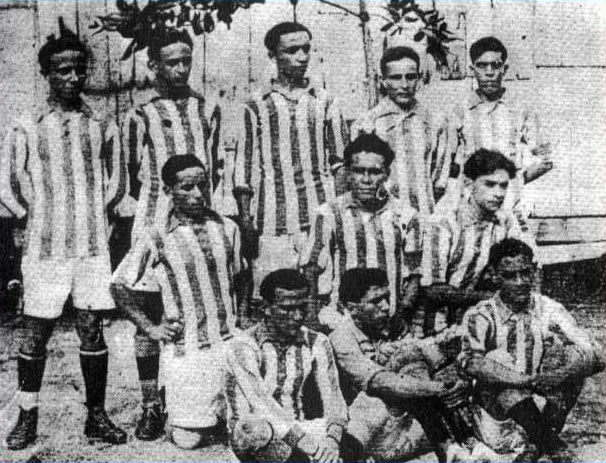
Membros do Paysandu campeão paraense de 1920. Mimi é o penúltimo dos jogadores em pé. O segundo da fileira do meio, Suíço, também foi convocado pelo Brasil para Copa América (à de 1921).

Mimi era no Rio de Janeiro o representante da Liga Paraense de Football junto à Confederação Brasileira de Desportos, cargo que na sua mudança a Belém, em 1916, foi repassado ao irmão Emanuel Sodré. Nos primeiros meses de 1917, o próprio Emanuel e outros irmãos, Lauro Filho e Teodoro (o "Dorinho"), também se encaminharam a Belém, assim como o cunhado Eurico Viveiros de Castro.
Inicialmente, Mimi seguiu como dirigente: em 1917, foi consagrado com a presidência da Liga Paraense de Sports Terrestres e também da Liga Paraense de Sports Náuticos. Naquele mesmo ano, o irmão Teodoro "Dorinho" Sodré já se desempenhava no Paysandu. Mimi, por sua vez, chegou a ser árbitro de Re-Pa naquele ano, com seu renome fazendo a partida (vitória de 2-0 do Paysandu) terminar registrada pelo Jornal do Commercio no Rio de Janeiro.
Mimi passou a defender em campo o Paysandu a partir de 1918, ano em que foi pela primeira vez eleito presidente do clube - em mandato que durou de 2 de fevereiro de 1918 até 23 de fevereiro de 1919. Em 1920, integrou a histórica campanha que rendeu o primeiro título paraense do clube, já novamente como presidente, em mandato que exerceu entre 4 de março e 6 de setembro daquele ano. A diretoria alviceleste tinha omo secretário seu parente Leônidas Sodré de Castro, primo materno de Lauro Sodré. Leônidas posteriormente seria homenageado com o nome oficial do estádio da Curuzu - então ainda pertencente à firma Ferreira & Comandita e adquirido já na presidência de Leônidas (em 1930), cujo filho Paulo Mota de Castro seria igualmente presidente do clube, entre 1973 e 1974.
Embora integrasse o título de 1920, Mimi não permaneceu até o final da campanha, só finalizada em novembro, por W.O. do rival Remo no que seria o segundo Re-Pa do certame. Ainda em setembro daquele ano, tornou a ser transferido pela Marinha, regressando ao Rio de Janeiro.
Curiosamente, de modo indireto relacionou-se a outro destacado jogador com trajetórias por Botafogo, Paysandu e Seleção - Quarentinha, maior artilheiro alvinegro, era filho de ex-estudante do internato que levava o nome de Lauro Sodré, colégio cujas instalações atualmente abrigam o Tribunal de Justiça do Estado do Pará. Até a contratação de Quarentinha, o Botafogo também viria a abrigar outros futebolistas de origem paraense que defenderam a Seleção Brasileira, a exemplo de Nilo Murtinho, tio de Rosamaria Murtinho; Pamplona, que, tal como Nilo, esteve na Copa de 1930; e Octávio Moraes, filho de Eneida de Moraes.

## Títulos
Botafogo
- Campeonato Carioca: 1910 e 1912

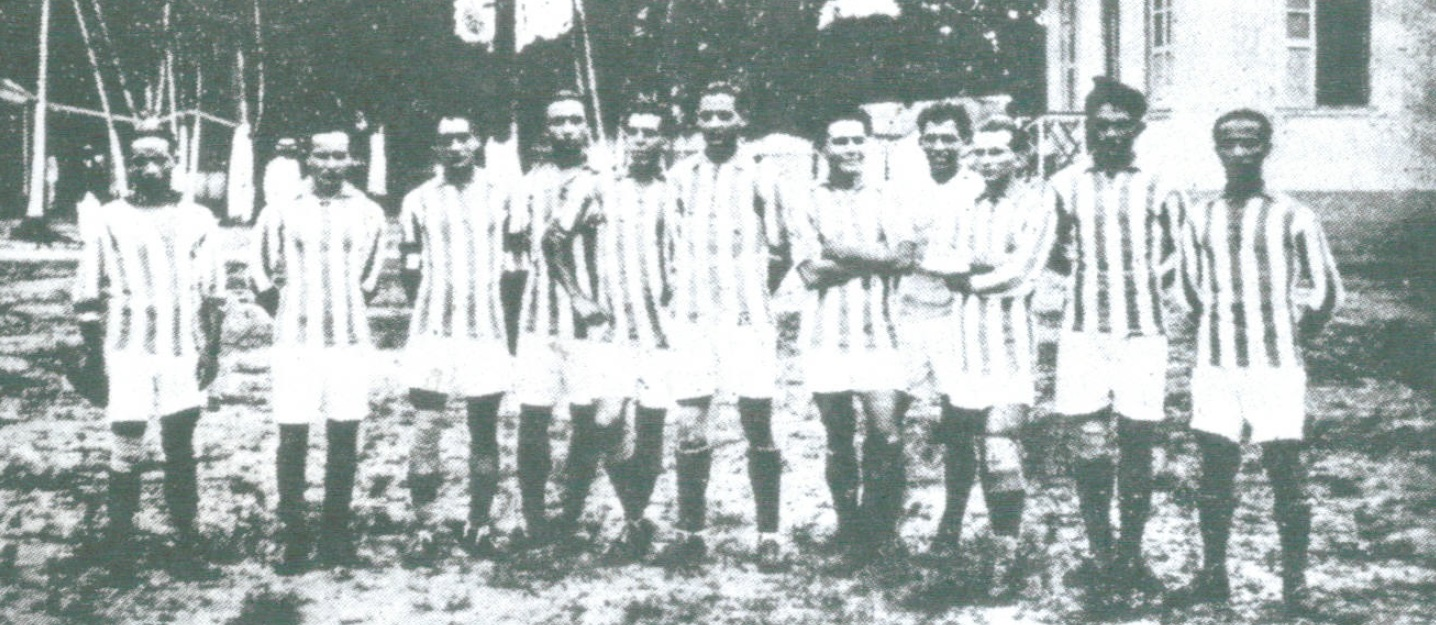
Segundo da esquerda para a direita em outro registro do Paysandu de 1920.

- Troféu Interestadual Rio-São Paulo: 1910

Paysandu
- Torneio Início: 1919
- Campeonato Paraense: 1920

### Artilharias
- Campeonato Carioca: 1912 (12 gols)
- Campeonato Carioca: 1913 (13 gols)

## Carreira militar
Chefiou a Comissão Naval Brasileira durante a Segunda Guerra Mundial. Tornou-se almirante em 1954. Também se tornou um personagem muito importante na história do Escotismo brasileiro, o que lhe valeu ser conhecido pelos escoteiros como "O Velho Lobo", teve em sua vida muitas passagens e características semelhantes às de Robert Baden-Powell.
O Velho Lobo, assim como o fundador Baden-Powell, tinha uma série de talentos e interesses diferentes. Foi professor de astronomia, navegação e história da Escola Naval, publicou diversos trabalhos, foi maçom e sobretudo um excelente jogador de futebol, ponta esquerda do time do América-RJ, do Botafogo e da Seleção Brasileira de Futebol entre 1910 e 1916.
Desde que entrou em contato com o Movimento Escoteiro tornou-se um grande seguidor dos ideais de Baden-Powell, participando da fundação e organização dos Escoteiros do Mar, o primeiro Grupo Escoteiro de Belém, a Federação de Escoteiros paranaenses, entre outros. Escreveu o "Guia do Escoteiro" de 1925, uma das mais importantes obras do Escotismo brasileiro. Entre os anos de 1921 e 1933, foi o redator da coluna sobre o escotismo publicada na revista O Tico-Tico.
Foi fundador também do Grupo Escoteiro do Mar Gaviões do Mar, o 4°/RJ, localizado na Ilha de Boa Viagem em Niterói, no Estado do Rio de Janeiro.
Os escoteiros do Brasil nesse período eram divididos em diversas federações e não constituíam uma unidade central. Desta forma, O Velho Lobo teve papel fundamental na idealização e criação da União dos Escoteiros do Brasil, a UEB, reunindo as quatro primeiras federações (a Federação de Escoteiros Católicos do Brasil, Federação Brasileira de Escoteiros do Mar, Federação dos Escoteiros do Brasil e Federação Fluminense de Escoteiros).
Em 1952 participou da criação da Associação dos Diplomados da Escola Superior de Guerra ADESG, da qual foi o primeiro presidente, e em 1953 chefiou o departamento de estudos da Escola Superior de Guerra (ESG).
Depois de ter alcançado o posto de Almirante de Esquadra da Marinha do Brasil, exerceu a Presidência da UEB União dos Escoteiros do Brasil, da CNEC Campanha Nacional das Escolas da Comunidade, da ADESG Associação dos Diplomados da Escola Superior de Guerra - seu primeiro presidente, do Grande Oriente do Brasil, e da Comissão Nacional de Moral e Civismo.

## Morte
Morreu em 1 de fevereiro de 1982, pouco mais de dois meses antes de completar 90 anos. Atualmente vários Grupos Escoteiros, ruas e espaços municipais levam o nome de Almirante Benjamin Sodré, em sua homenagem. Os Escoteiros do Brasil que completam 50 anos de bons serviços para a instituição são reconhecidos com a "Medalha Velho Lobo", em referência e homenagem a Benjamim Sodré.

## Homenagens
Foi honrado com uma série de títulos, entre eles o de Cidadão Honorário do Rio de Janeiro e outros Estados e medalhas de mérito, presidindo a Ordem do Tapir de Prata, a mais alta condecoração do Escotismo brasileiro.
É o PATRONO Oficial da Turma de 1985 do Colégio Naval e de 1991 da Escola Naval que celebra seus 30 anos em 21 de março de 2015 com evento comemorativo e Cerimônia Militar no  Colégio Naval.
No Bairro de Boa Viagem, em Niterói, Código de Endereçamento Postal 24210-390, e no bairro das Laranjeiras, Código de Endereçamento Postal 222440-080, na Capital do Estado do Rio de Janeiro, recebem o nome de Avenida e Rua Almirante Benjamin Sodré, respectivamente. Também na cidade Canapi no estado de Alagoas há uma escola na zona rural, mais precisamente no sítio cova do casado que leva em seu nome Almirante Benjamin de Almeida Sodré.